# Polimàstides
Els polimàstides (Polymastiida) són un ordre de demosponges de la subclasse Heteroscleromorpha que es troba als oceans de tot el món. Una característica diagnòstica útil dels membres d'aquesta família és la presència de nombroses papil·les superficials, encara que algunes altres esponges també les presenten.

## Taxonomia
L'ordre Polymastiida inclou una sola família (Polymastiidae) amb 16 gèneres i espècies:
- Acanthopolymastia
- Astrotylus
- Atergia
- Koltunia
- Polymastia
- Proteleia
- Pseudotrachya
- Quasillina
- Radiella
- Ridleia
- Sphaerotylus
- Spinularia
- Tentorium
- Trachyteleia
- Tylexocladus
- Weberella